# Toivo Mäkikyrö
Toivo Johannes Mäkikyrö (ur. 29 stycznia 1957 w Pello) – fiński biathlonista, olimpijczyk.

## Kariera
W Pucharze Świata zadebiutował w sezonie 1980/1981. W zawodach tego cyklu jeden raz stanął na podium: 22 stycznia 1981 roku w Anterselvie był drugi w biegu indywidualnym. Rozdzielił tam na podium Norwega Eirika Kvalfossa oraz Anatolija Alabjewa z ZSRR.
W 1981 roku wystąpił na mistrzostwach świata w Lahti, gdzie zajął 32. miejsce w biegu indywidualnym. Jeszcze kilkukrotnie startował na imprezach tego cyklu, najlepsze wyniki osiągając podczas mistrzostw świata w Anterselvie w 1983 roku. Uplasował się tam 26. pozycji w biegu indywidualnym, siedemnastej w sprincie oraz piątej w sztafecie. Był też między innymi piąty w biegu drużynowym na mistrzostwach świata w Feistritz w 1989 roku. W 1984 roku brał udział w igrzyskach olimpijskich w Sarajewie, gdzie zajął dwunaste miejsce w sprincie i siódme w sztafecie.

## Osiągnięcia

### Igrzyska olimpijskie
| Rok  | Miejscowość | Konkurencje | Konkurencje | Konkurencje | Konkurencje | Konkurencje | Konkurencje | Konkurencje |
| Rok  | Miejscowość | IN          | SP          | PU          | MS          | RL          | MR          | SR          |
| ---- | ----------- | ----------- | ----------- | ----------- | ----------- | ----------- | ----------- | ----------- |
| 1984 | Sarajewo    | –           | 12.         | nd.         | nd.         | 7.          | nd.         | –           |

### Mistrzostwa świata
| Rok  | Miejscowość | Konkurencje | Konkurencje | Konkurencje | Konkurencje | Konkurencje | Konkurencje | Konkurencje |
| Rok  | Miejscowość | IN          | SP          | PU          | MS          | RL          | MR          | SR          |
| ---- | ----------- | ----------- | ----------- | ----------- | ----------- | ----------- | ----------- | ----------- |
| 1981 | Lahti       | 32.         | –           | nd.         | nd.         | –           | nd.         | –           |
| 1983 | Anterselva  | 26.         | 17.         | nd.         | nd.         | 5.          | nd.         | –           |
| 1985 | Ruhpolding  | 41.         | –           | nd.         | nd.         | –           | nd.         | –           |
| 1986 | Oslo        | 39.         | –           | nd.         | nd.         | –           | nd.         | –           |
| 1987 | Lake Placid | –           | 33.         | nd.         | nd.         | –           | nd.         | –           |
| 1989 | Feistritz   | 46.         | 31.         | nd.         | nd.         | 11.         | nd.         | –           |

### Puchar Świata

#### Miejsca w klasyfikacji generalnej
| Sezon     | Miejsce |
| --------- | ------- |
| 1980/1981 | ?       |
| 1982/1983 | ?       |
| 1983/1984 | ?       |
| 1984/1985 | 52.     |
| 1985/1986 | 36.     |
| 1986/1987 | 64.     |
| 1987/1988 | -       |
| 1988/1989 | 50.     |

#### Miejsca na podium chronologicznie
| Lp. | Dzień       | Rok  | Miejscowość | Konkurencja                | Lokata | Pudła | Czas biegu | Strata | Zwycięzca      |
| --- | ----------- | ---- | ----------- | -------------------------- | ------ | ----- | ---------- | ------ | -------------- |
| 1.  | 22 stycznia | 1981 | Anterselva  | Bieg indywidualny na 20 km | 2.     | ?     | 1:13:10,9  | +49,6  | Eirik Kvalfoss |